# Sennecey-lès-Dijon
Sennecey-lès-Dijon és un municipi francès, situat al departament de la Costa d'Or i a la regió de Borgonya - Franc Comtat. L'any 2007 tenia 2.288 habitants.

## Demografia

### Població
El 2007 la població de fet de Sennecey-lès-Dijon era de 2.288 persones. Hi havia 764 famílies, de les quals 95 eren unipersonals (58 homes vivint sols i 37 dones vivint soles), 219 parelles sense fills, 359 parelles amb fills i 91 famílies monoparentals amb fills.
La població ha evolucionat segons el següent gràfic:
Habitants censats

### Habitatges
El 2007 hi havia 793 habitatges, 779 eren l'habitatge principal de la família, 1 era una segona residència i 13 estaven desocupats. 732 eren cases i 60 eren apartaments. Dels 779 habitatges principals, 685 estaven ocupats pels seus propietaris, 71 estaven llogats i ocupats pels llogaters i 23 estaven cedits a títol gratuït; 1 tenia una cambra, 4 en tenien dues, 43 en tenien tres, 174 en tenien quatre i 556 en tenien cinc o més. 660 habitatges disposaven pel capbaix d'una plaça de pàrquing. A 306 habitatges hi havia un automòbil i a 439 n'hi havia dos o més.

## Economia
El 2007 la població en edat de treballar era de 1.589 persones, 1.169 eren actives i 420 eren inactives. De les 1.169 persones actives 1.092 estaven ocupades (557 homes i 535 dones) i 77 estaven aturades (43 homes i 34 dones). De les 420 persones inactives 122 estaven jubilades, 236 estaven estudiant i 62 estaven classificades com a «altres inactius».

### Ingressos
El 2009 a Sennecey-lès-Dijon hi havia 749 unitats fiscals que integraven 2.245 persones, la mediana anual d'ingressos fiscals per persona era de 20.678 €.

### Activitats econòmiques
Dels 58 establiments que hi havia el 2007, 3 eren d'empreses extractives, 2 d'empreses alimentàries, 20 d'empreses de construcció, 14 d'empreses de comerç i reparació d'automòbils, 2 d'empreses de transport, 1 d'una empresa d'hostatgeria i restauració, 2 d'empreses financeres, 3 d'empreses immobiliàries, 3 d'empreses de serveis, 6 d'entitats de l'administració pública i 2 d'empreses classificades com a «altres activitats de serveis».
Dels 16 establiments de servei als particulars que hi havia el 2009, 1 era una oficina de correu, 2 tallers de reparació d'automòbils i de material agrícola, 3 guixaires pintors, 1 fusteria, 5 lampisteries, 1 electricista, 2 perruqueries i 1 agència immobiliària.
Dels 2 establiments comercials que hi havia el 2009, 1 era una botiga de menys de 120 m² i 1 una peixateria.
L'any 2000 a Sennecey-lès-Dijon hi havia 7 explotacions agrícoles que ocupaven un total de 232 hectàrees.

## Equipaments sanitaris i escolars
L'únic equipament sanitari que hi havia el 2009 era una farmàcia.
El 2009 hi havia 1 escola maternal i 1 escola elemental.